# St. Johann Baptist (Köln)

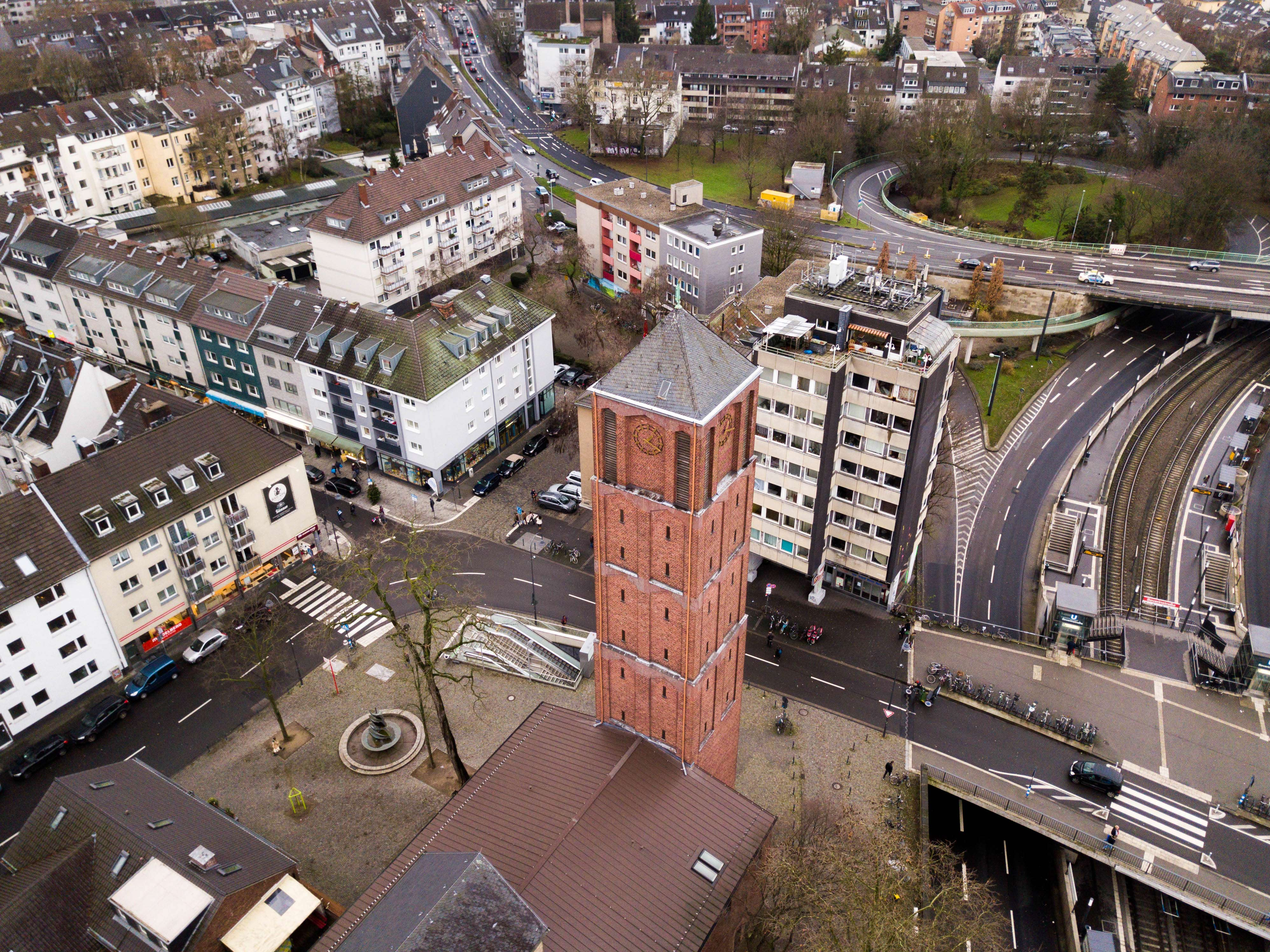
St. Johann Baptist (2017)

St. Johann Baptist ist eine römisch-katholische Kirche in Köln.

## Geschichte

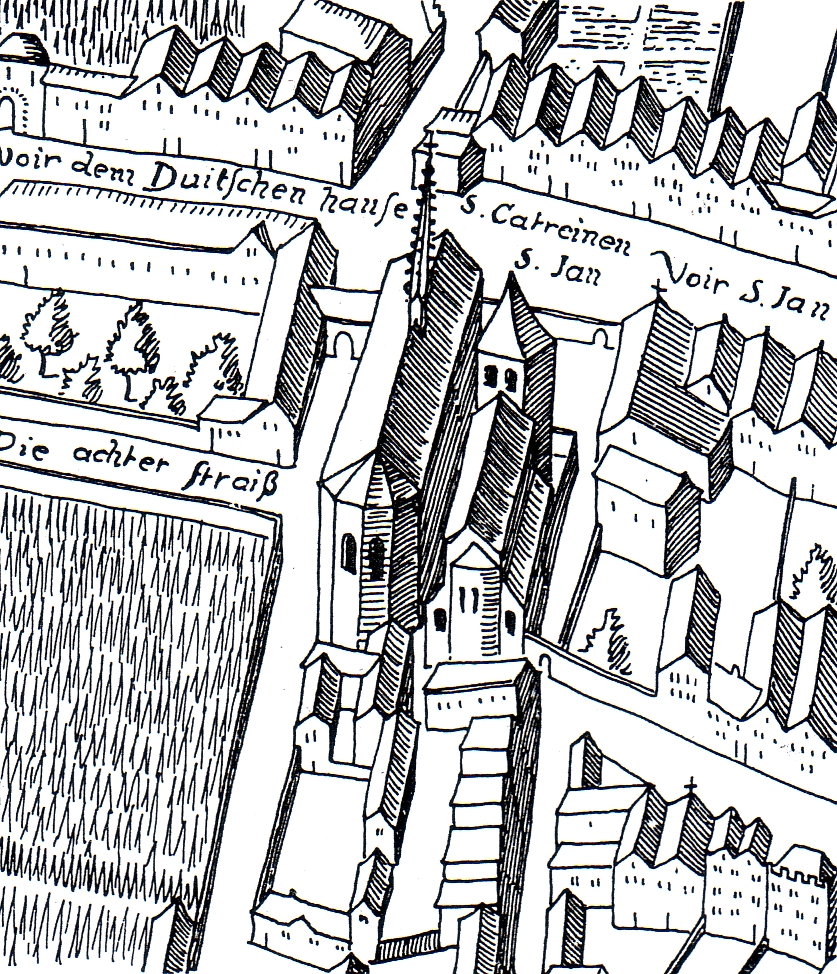
St. Katharina und St. Johann Baptist (1571)

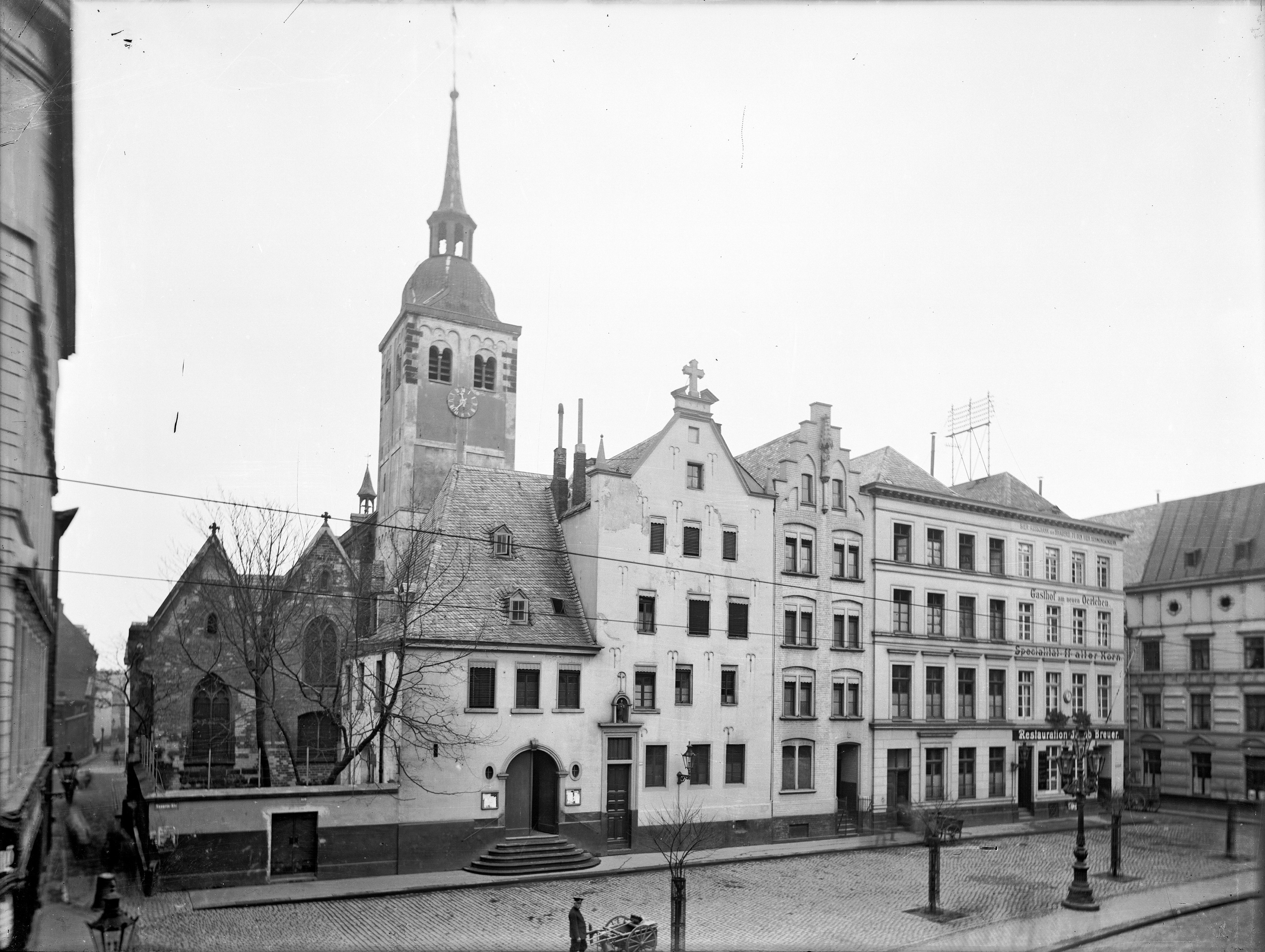
St. Johann Baptist, ca. 1915

Die in der Severinstraße gelegene Kirche gehört zu den ältesten der Stadt; sie wurde 948 erstmals erwähnt und ist seit 1080 als Pfarrkirche bezeugt. Bis zur Säkularisation erstreckte sich parallel auf der Südseite die Deutschordenskirche St. Katharina von 1219.
Zwischen 1943 und 1945 wurde St. Johann Baptist fast gänzlich zerstört, wobei der Turm ganz und der Chor bis auf den Sockel vernichtet wurden. Ein Teil der Seitenschiffe und das Mittelschiff blieben stehen. Letzteres wurde in den Jahren 1960–1962 im Zuge des Neubaus mit einem Westturm aus Backstein ergänzt. Dieser umfasst das alte Mittelschiff und stellt den Bau als Ganzes im Stil einer Basilika dar.

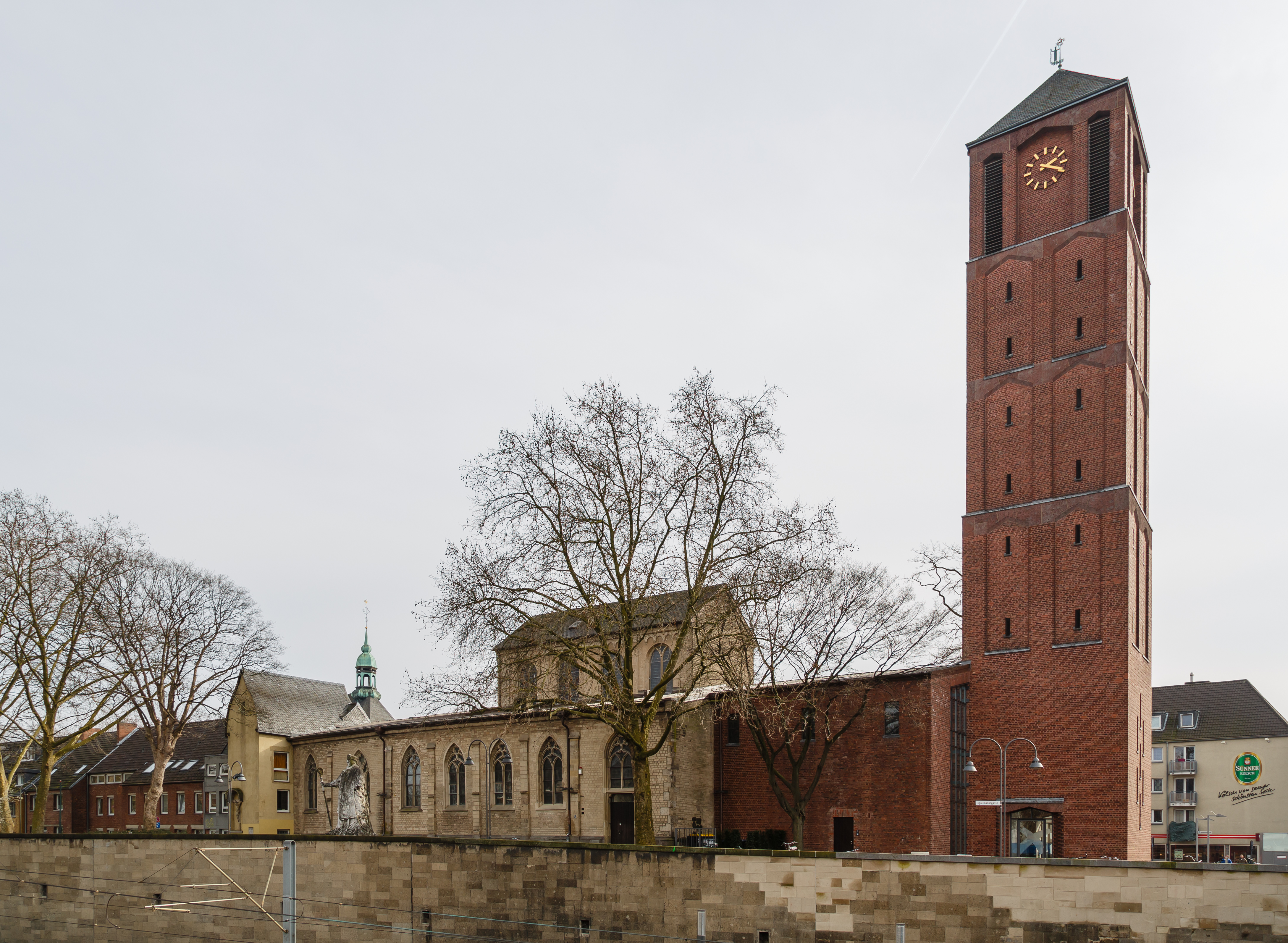
St. Johann Baptist in Köln von Nordwest. Links im Hintergrund St. Gregorius im Elend (2016)

Die Kirche St. Johann Baptist gehört der Kirchengemeinde St. Severin an, wird vom Förderverein Romanische Kirchen Köln betreut und beherbergt seit 2009 das jugendpastorale Zentrum des Erzbistums Köln, CRUX. Seit 2009 wurde die Kirche anlässlich der Renovierungsmaßnahmen umgebaut und dabei ein Kirchencafé abgetrennt.

## Ausstattung
- Sitzmadonna (um 1320)

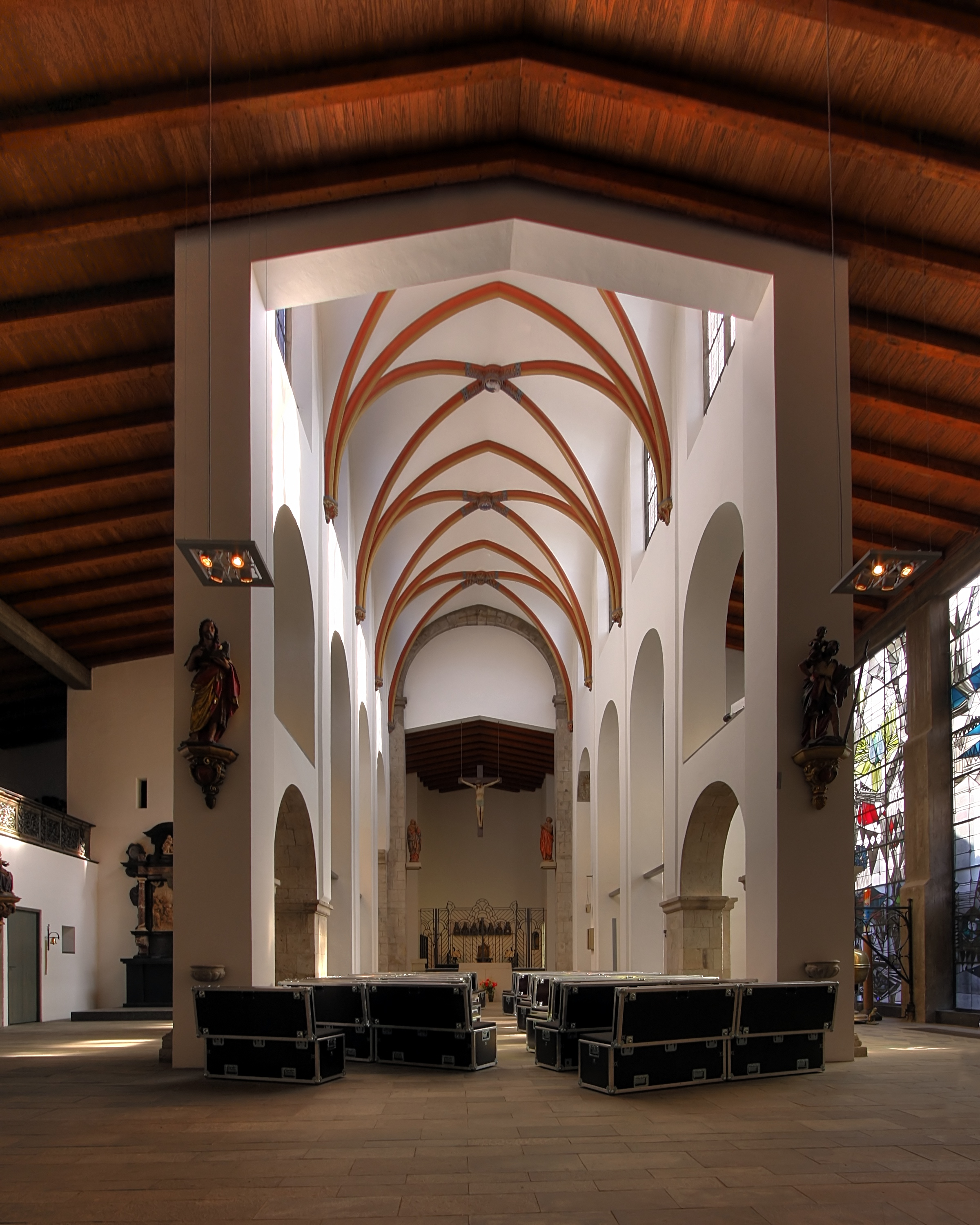
Innenansicht (2011)

- Reliquienschrein der Hl. Antonina (2. Hälfte des 14. Jahrhunderts)
- Taufbecken aus Messing (1566)
- Bronzene Adlerpulte (1629/1723)
- Moderne ornamentale Farbverglasung von Willi Strauß (1963)

### Glocken
Vier Glocken bildeten bis zum Zweiten Weltkrieg den Glockenbestand der Kirche. In der Glockenstube des Westturmes waren drei Glocken für die Sonn- und Feiertage aufgehängt. Die große Glocke, genannt „Antonina“, 1400 von Johannes Duisterwalt gegossen und den hll. Johannes Baptist und Antonina geweiht, hatte einen Durchmesser von etwa 1,25 Metern. Die mittlere Glocke, etwa 1,10 Meter groß im Durchmesser, wurde 1686 von Johann und Laurentius Wickrath ebenfalls zu Ehren der hl. Antonina gegossen. Die dritte, der hl. Anna geweihte Glocke goss 1626 Johann Reutter mit einem Durchmesser von 88 Zentimetern. Im Dachreiter war die kleine Messglocke von 56 Zentimetern Durchmesser aufgehängt. Sie wurde 1730 von Johann Heinrich Dinckelmayer gegossen. Eine Turmuhr mit Ziffernblatt nach Westen war vorhanden. Mit zum Glockenensemble gehörten die drei Glocken des 15. und 18. Jahrhunderts aus der benachbarten Elendskirche, die seit dem Zweiten Weltkrieg verloren sind.
Auch die Glocken von St. Johann Baptist sind bis auf die große Glocke von 1400, die sich in Privatbesitz befindet, im Zweiten Weltkrieg vernichtet worden. Seit 1962 hängen sechs Glocken im neu errichten Turm. Sie wurden 1958/59 von der Glockengießerei Feldmann & Marschel in Münster gegossen. Das Geläut ist auf die Glocken von St. Severin abgestimmt:
| Nr. | Name      | Durchmesser | Gewicht ca. | Schlagton (435 Hz) |
| --- | --------- | ----------- | ----------- | ------------------ |
| 1   | Arnold    | 1.300 mm0   | 1.400 kg0   | 0es1 −5/16         |
| 2   | Antonia   | 1.090 mm0   | 800 kg      | ges1 −5/16         |
| 3   | Maria     | 965 mm      | 550 kg      | 0as1 −5/16         |
| 4   | Joseph    | 837 mm      | 350 kg      | 0b1 −6/16          |
| 5   | Anna      | 802 mm      | 320 kg      | ces2 −6/16         |
| 6   | Catharina | 712 mm      | 220 kg      | des2 −9/16         |

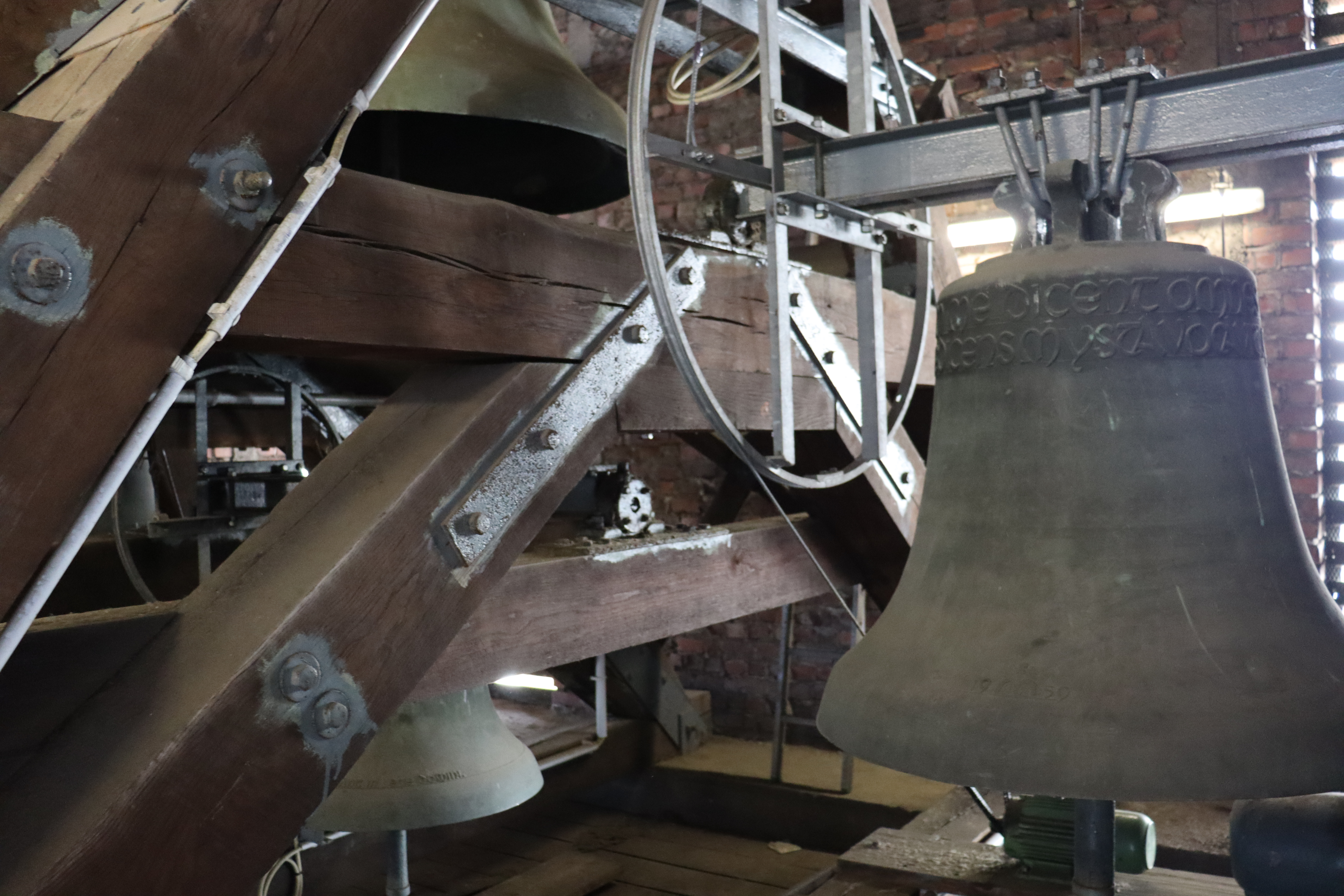
Glockenstuhl

In einem kleinen Glockenträger auf dem Dach östlich des Nordportals hängt eine kleine Glocke von 45 Zentimetern Durchmesser und 40 Kilogramm Gewicht in Anlehnung an die verlorene Messglocke.

## Schiefer Turm von Köln

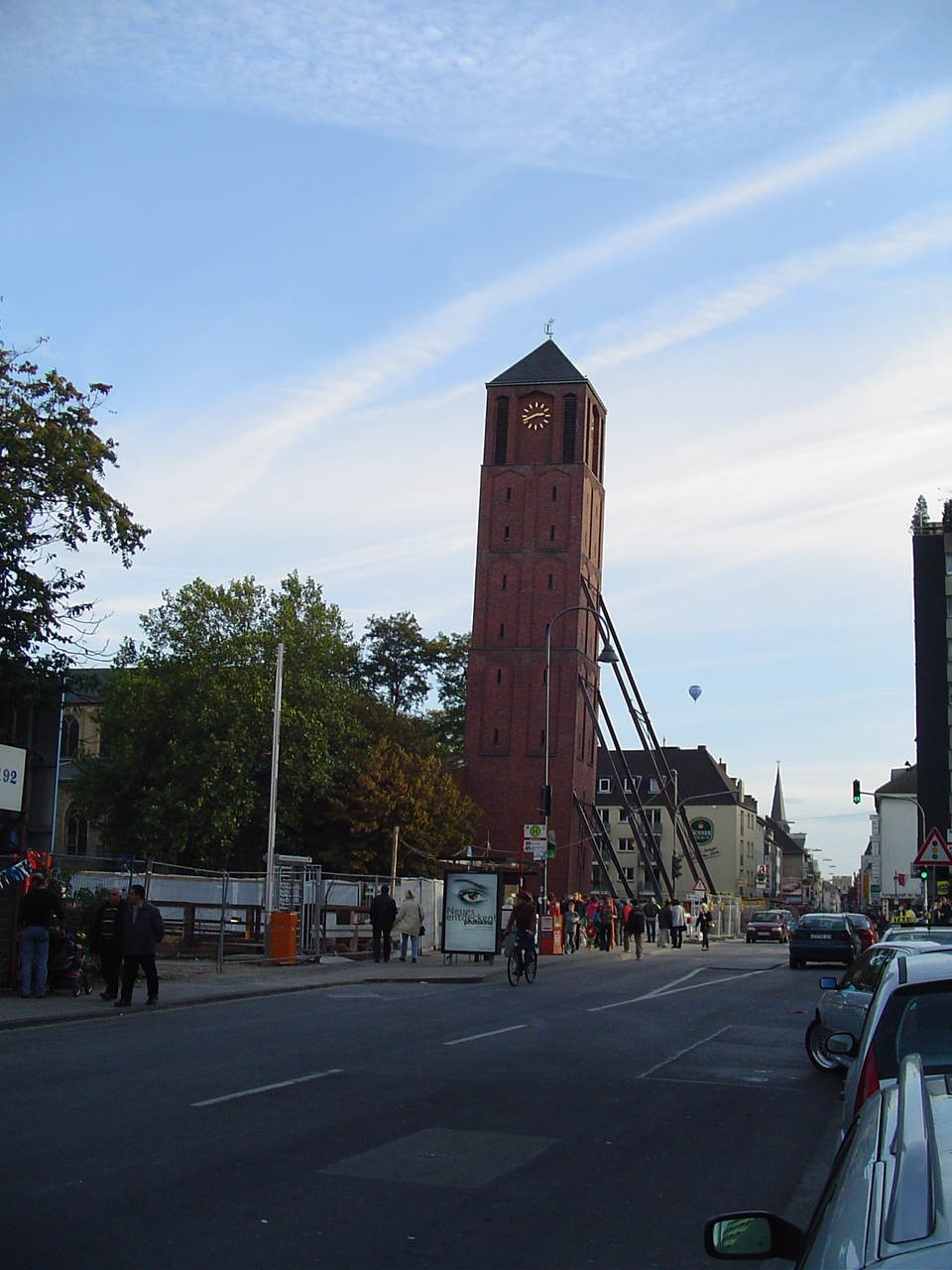
Schiefer Turm von Köln (bis 2005) (Foto: 2004)

Im Jahr 2004 geriet der 44 m hohe Kirchturm von St. Johann Baptist für einige Zeit als „Schiefer Turm von Köln“ in die Schlagzeilen, als er sich am 29. September um 77 cm in Westrichtung neigte, nachdem am Vortag ein Versorgungsschacht für die im Bau befindliche Nord-Süd-Stadtbahn in 14 m Tiefe unter der Kirche vorgetrieben worden war.
Um den Einsturz des Kirchturms zu verhindern, wurde er mit sechs Stücken Stahlprofil von außen schräg abgestützt. Nachdem auch die Hohlräume unter dem Turm mit Beton verfüllt worden waren, konnte die benachbarte Severinsbrücke, die aus Sicherheitsgründen gesperrt worden war, am 4. Oktober 2004 wieder für den Verkehr freigegeben werden.
Einem Gutachten zufolge hätte der Turm ohne die angebrachten Stützen zwar ungefährdet so stehen bleiben können; der Kirchenvorstand der Gemeinde stimmte jedoch der Wiederaufrichtung des Turmes zu. Dies sollte ursprünglich bis zum Weltjugendtag (mit Papstbesuch) im August 2005 geschehen; verwirklicht wurden die Pläne jedoch erst am 26. Oktober, als der Turm mithilfe von Hydraulikpressen wieder geradegerichtet wurde. Die Westseite des Turms wurde dazu in kontrollierten 10-mm-Schritten um 13,5 cm angehoben. Die Reparaturarbeiten kosteten etwa eine Million Euro, wofür die Versicherung der Kölner Verkehrs-Betriebe aufkommen musste.

## Jugendpastorales Zentrum Crux
Am Sonntag, 28. Juni 2009, ist St. Johann Baptist nach umfangreichen Renovierungsarbeiten wiedereröffnet worden. Die Kirchengemeinde St. Severin als Eigentümerin der Kirche übergab die renovierte Kirche an die Jugendlichen der Stadt Köln. Seitdem ist die offizielle Bezeichnung der Kirche CRUX-Kirche St. Johann Baptist. Anschließend weihte Weihbischof Melzer den neuen Altar im Innenraum der Kirche. St. Johann Baptist ist nun der Mittelpunkt des Crux, des Jugendpastoralen Zentrums des Erzbistums Köln.